# Закитинос, Дионисиос
Дионисиос Закитинос (1905, Ликсури, о-в Кефалиния, Греция — 18 января 1993, Афины) — греческий историк-византист, профессор.
Член Афинской академии (1966, её президент в 1974 году).
Членкор Британской академии (1976).
Иностранный член французской Академии надписей и изящной словесности (1981).
Окончил Афинский университет по философии (1927). Докторскую степень по византийской истории получил в Сорбонне под руководством Шарля Диля.
В 1937—46 годах директор Госархива Греции.
В 1939—1970 годах профессор Афинского университета.
В 1951—1965 годах профессор университета «Пантеон» (Афины).
Последователь школы Анналов.
Краткое время в 1963—1964 годах был министром во временном правительстве Иоанниса Параскевопулоса, а после падения диктатуры «чёрных полковников» — членом греческого парламента от «Новой демократии» в 1974—1977.